# Jean Gaven
Jean Gaven est un acteur français, né le 16 janvier 1918 à Saint-Rome-de-Cernon (Aveyron) et mort le 5 mai 2014 dans le 5e arrondissement de Paris,.

## Biographie
Il débute à 18 ans à Nice, dans la troupe de music-hall de Max Révol où il côtoie Louis de Funès, alors pianiste, Roger Pierre et Jean-Marc Thibault, et un peu plus tard Darry Cowl, pianiste. Il fait ensuite de l'opérette pendant 10 ans.
Au cinéma, Jean Gaven interprète les jeunes premiers sportifs et sympathiques. Il participe à des films d'aventure, policiers, comiques, dramatiques ou musicaux. Souvent second rôle au cinéma, il a partagé l'affiche avec Jean Gabin, Simone Signoret, Charles Bronson, Fernandel et Isabelle Adjani. C'est par la télévision qu'il se fait connaitre du grand public dans le rôle-titre du feuilleton Maurin des Maures en 1970. Ses principales prestations sont, notamment, celles de Si tous les gars du monde, La Loi des rues, Le Boulanger de Valorgue ou Le Pacha.
Il est, de 1957 à sa mort, l'époux de l'actrice Dominique Wilms.
Jean Gaven est chevalier de l'ordre national du Mérite et officier des Arts et des Lettres,,,.

## Filmographie

### Cinéma
- 1945 : Les Cadets de l'océan de Jean Dréville : Albertini, dit Tino
- 1946 : Fils de France de Pierre Blondy : le lieutenant Brévannes
- 1946 : L'assassin n'est pas coupable de René Delacroix : Gustave Perkinson, le jeune inspecteur
- 1946 : Tombé du ciel d'Emil E. Reinert : Robert
- 1947 : Six heures à perdre d'Alex Joffé et Jean Lévitte : Antoine
- 1947 : Histoire de chanter de Gilles Grangier : Jack Bing
- 1949 : La Bataille du feu ou Les Joyeux Conscrits de Maurice de Canonge : Jacques Legrand
- 1949 : Rapide de nuit de Marcel Blistène : un des deux complices
- 1949 : Au grand balcon d'Henri Decoin : Belfort
- 1950 : La Peau d'un homme de René Jolivet : Moussac
- 1951 : Demain nous divorçons de Louis Cuny : Johnny Buck
- 1952 : Les Quatre Sergents du Fort Carré d'André Hugon : Finot
- 1952 : Ils étaient cinq de Jacques Pinoteau : Marcel
- 1952 : Le Crime du Bouif d'André Cerf : Michel
- 1952 : Duel à Dakar de Georges Combret et Claude Orval : Fred
- 1952 : Plume au vent de Louis Cuny et Ramón Torrado : François Bontemps
- 1953 : Le Boulanger de Valorgue d'Henri Verneuil : le curé
- 1954 : Le Grand Pavois de Jacques Pinoteau : Lachenal
- 1954 : Obsession de Jean Delannoy : Alexandre Buisson
- 1955 : La Madone des sleepings d'Henri Diamant-Berger : Don Armando Félix
- 1955 : Les pépées font la loi de Raoul André : Frédéric Langlet, mari de Christine
- 1955 : Sophie et le Crime de Pierre Gaspard-Huit : Ernest Sapinaud
- 1955 : La Môme Pigalle d'Alfred Rode : Félix Michaux
- 1956 : La Loi des rues de Ralph Habib : Dède
- 1956 : Si tous les gars du monde de Christian-Jaque : Jos
- 1957 : La Rivière des trois jonques d'André Pergament : capitaine Brisset
- 1957 : Les Sorcières de Salem de Raymond Rouleau : Peter Corey
- 1957 : Méfiez-vous fillettes d'Yves Allégret : Petit Jean
- 1958 : Les Aventuriers du Mékong de Jean Bastia : Le Scaph
- 1959 : Du rififi chez les femmes d'Alex Joffé : James
- 1959 : Visa pour l'enfer d'Alfred Rode : Carlos
- 1960 : Amour, autocar et boîtes de nuit de Walter Kapps : Paul
- 1961 : Vingt mille lieues sur la terre (Леон Гаррос ищет друга) de Marcello Pagliero : Grégoire
- 1962 : Le Bateau d'Émile : (également connu sous le titre "Le Homard flambé") de Denys de La Patellière : un pêcheur
- 1964 : L'Enfer de Henri-Georges Clouzot : Paul
- 1965 : Piège pour Cendrillon d'André Cayatte : Gabriel
- 1966 : Bagarre à Bagdad pour X-27 de Paolo Bianchini : Général Fiodorenko
- 1968 : Le Pacha de Georges Lautner : Marc, un inspecteur
- 1969 : Le Passager de la pluie de René Clément : inspecteur Toussaint
- 1971 : Où est passé Tom ? de José Giovanni : Anton Caras
- 1971 : Un aller simple de José Giovanni : Dietrich
- 1972 : La Course du lièvre à travers les champs de René Clément : Rizzio
- 1976 : Histoire d'O de Just Jaeckin : Pierre
- 1976 : Les Mal Partis de Sébastien Japrisot : Gargantua
- 1976 : Le Trouble-fesses de Raoul Foulon : un tueur sicilien
- 1977 : Madame Claude de Just Jaeckin : Gustave Lucas
- 1978 : La Grande Cuisine de Ted Kotcheff : Salpètre
- 1979 : Un jour un tueur de Serge Korber
- 1981 : Signé Furax de Marc Simenon : l'agent sans panier à salade
- 1983 : L'Été meurtrier de Jean Becker : Leballech
- 1984 : Venus de Peter Hollison : Waldo
- 1988 : Juillet en septembre de Sébastien Japrisot : Monsieur Challe
- 1993 : L'Œil écarlate de Dominique Roulet : Étienne Delvaux
- 1996 : Les Bidochon de Serge Korber : Maître Nerval

### Télévision
- 1960 : Amour, autocar et boîtes de nuit : Paul
- 1961 : Vingt mille lieues sur la terre, téléfilm de Marcello Pagliero : Grégoire
- 1961 : Les Cinq Dernières Minutes, épisode Cherchez la femme de Claude Loursais : Roland Cazères
- 1961 : Les Deux Orphelines, téléfilm de Jean-Marie Coldefy : Jacques
- 1962 : L'inspecteur Leclerc enquête : Coup double de Jean Laviron : Doineau
- 1963 : La Route série télévisée de Pierre Cardinal : Dupuy
- 1964 : Quand le vin est tiré ... (Les Cinq Dernières Minutes no 29), de Claude Loursais : un client de Dennevy
- 1964 : Les Cinq Dernières Minutes série télévisée
- 1966 : Le train bleu s'arrête 13 fois de Mick Roussel, épisode : Antibes : coup fourré : Léon
- 1966 : La Morale de l'histoire téléfilm de Claude Dagues
- 1969 : L'Officier recruteur de Jacques Pierre
- 1969 : En votre âme et conscience - (1 épisode : L'affaire Fieschi) : Pépin
- 1969 : S.O.S. fréquence 17 de Christian-Jaque, épisode : Les Menottes, série télévisée[8]
- 1970 : Maurin des Maures de Jean Canolle et Claude Dagues, feuilleton en 26 épisodes : Maurin
- 1974 : L'illustre Maurin, feuilleton en 24 épisodes
- 1977 : Cinéma 16, Téléfilm A6 de Bernard Maigrot : Paul
- 1981 : Cinéma 16, téléfilm Le fils-père de Serge Korber : le patron de Paul
- 1984 : Venus de Peter Hollison : Waldo
- 1986 : Maestro téléfilm : Joseph Moreau
- 1987 : Florence ou La vie de château série télévisée : le maire
- 1992 : Le réveillon c'est à quel étage ?, téléfilm de Serge Korber
- 1992 : Renseignements généraux, série télévisée (1 épisode, un mariage explosif : Cheunaud
- 1993 : Au beau rivage, téléfilm de Serge Korber : Pineau
- 1994 : L'Aigle et le Cheval, téléfilm de Serge Korber

## Théâtre
- 1950 : Il faut marier maman comédie musicale de Marc-Cab et Serge Veber, musique Guy Lafarge, mise en scène Pierre Dux, Théâtre de Paris
- 1951 : Les Vignes du seigneur de Robert de Flers et Francis de Croisset, mise en scène Pierre Dux, Théâtre de Paris
- 1952 : Pauvre Monsieur Dupont de Raymond Vincy, mise en scène Alice Cocéa, Théâtre de l'Ambigu
- 1953 : Ces messieurs de la Santé de Paul Armont et Léopold Marchand, Théâtre de Paris
- 1960 : Si la foule nous voit ensemble... de Claude Bal, mise en scène Jean Mercure, Petit Théâtre de Paris
- 1962 : Rien pour rien de Charles Maitre, mise en scène Raymond Gérôme, Théâtre de l'Athénée
- 1964 : Le Système Fabrizzi d'Albert Husson, mise en scène Sacha Pitoëff, Théâtre des Célestins
- 1967 : Voltige de Philippe Hériat, mise en scène Pierre Fresnay, Théâtre de la Michodière
- 1982 : Reviens dormir à l'Élysée de Jean-Paul Rouland et Claude Olivier, mise en scène Michel Roux, Tournée Herbert-Karsenty